# Wimbledon Championships 1964
Die 78. Auflage der Wimbledon Championships fand 1964 auf dem Gelände des All England Lawn Tennis and Croquet Club an der Church Road statt.

## Herreneinzel
Roy Emerson errang seinen ersten Einzeltitel in Wimbledon. 

## Dameneinzel
Die Brasilianerin Maria Bueno siegte zum dritten und letzten Mal nach 1959 und 1960. Sie schlug im Endspiel die Vorjahressiegerin Margaret Smith Court in drei Sätzen.

## Herrendoppel
Im Herrendoppel konnte sich die Paarung Bob Hewitt und Fred Stolle durchsetzen.

## Damendoppel
Margaret Smith Court und Lesley Turner besiegten im Doppelfinale der Damen Billie Jean King und Karen Hantze Susman.

## Mixed
Im Mixed siegten Lesley Turner und Fred Stolle.

## Quelle
- J. Barrett: Wimbledon: The Official History of the Championships. Harper Collins Publishers, London 2001, ISBN 0-00-711707-8.